# Menhir von Saint-Samson
Der Menhir von Saint-Samson befindet sich beim Weiler Pen Allan neben der Kapelle Saint-Samson in Pleumeur-Bodou im Nordwesten des Département Côtes-d’Armor in der Bretagne in Frankreich.
Der leicht nach Nordwesten geneigte Menhir besteht aus Granit von der Île-Grande. Es ist 1,85 Meter hoch mit einer Breite von 0,50 bis 0,60 Metern an der Basis und von 0,10 bis 0,15 Metern an der Spitze. Die phallische Form des Menhirs führte vermutlich zur Christianisierung durch ein eingeritztes kleines quadratisches Kreuz an der Südostseite in 1,35 Metern Höhe.
Die Folklore schreibt dem Menhir die Fähigkeit zu, die männliche und weibliche Fruchtbarkeit durch Reiben des Steines zu erhöhen. Gleiches gilt für Kranke, die ihre Gesundheit wiedererlangen wollen.
Der Menhir wurde 1964 als Monument historique eingetragen.
In der Nähe befinden sich der Menhir von Trémarch und der Menhir von Saint-Uzec.